# Église Saint-Wenceslas de New Prague
L'église Saint-Wenceslas est une église catholique du Minnesota située à New Prague dans le comté de Scott. Elle est inscrite au Registre national des lieux historiques du ministère de l'Intérieur des États-Unis. Elle dépend de l'archidiocèse de Saint Paul et Minneapolis.

## Historique
La paroisse a été fondée en 1856 par des émigrants venus de Bohême en Autriche-Hongrie, d'où son nom de New Prague qui signifie La Nouvelle-Prague. Ils la placent sous la protection de saint Wenceslas, duc de Bohême et saint national. Les premiers habitants font construire une première église modeste qui s'avère trop petite au fil des années. L'église actuelle date de la fin du XIXe siècle et du début du XXe siècle.
L'architecture néoromane de l'église avec ses tours jumelles massives rappelle les églises de Bohême (aujourd'hui en république tchèque). Le portique d'entrée avec ses colonnes grecques est quant à lui purement néoclassique. Il est dominé par un fronton triangulaire, au-dessus duquel se trouve la statue de saint Wenceslas dans une niche. Les vitraux de la fin du XIXe siècle, dont l'un représente saint Wenceslas, sont remarquables.

## Source
- (en) Cet article est partiellement ou en totalité issu de l’article de Wikipédia en anglais intitulé « Church of St. Wenceslaus (New Prague, Minnesota) » (voir la liste des auteurs).